# Тонгатапу (острів)
Тонгатапу (тонг. Tongatapu; англ. Tongatapu) — острів у південній частині острівної групи Тонгатапу округу Тонгатапу (Королівство Тонга), в південно-західній частині Тихого океану.

## Географія

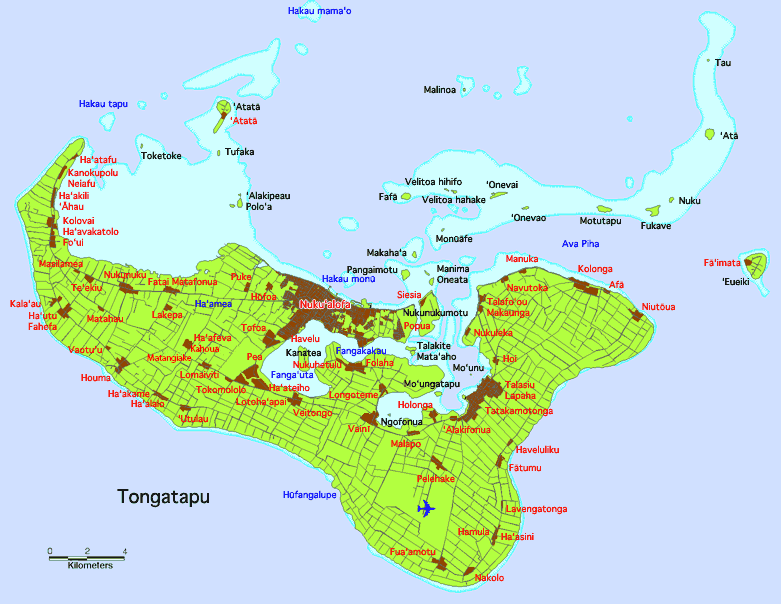
Мапа острова Тонгатапу

Тонгатапу найбільший і головний острів Королівство Тонга, розташований за 16 км на північний захід від острова Еуа (87,44 км²) та за 160 км на південь — південний захід від головного острова сусіднього округу Ха'апаї — Ліфука (11,42 км²).
Острів низинний, сформований з коралового вапняку, який покриває основу (тверді породи), що утворилися в процесі вулканічної діяльності, тектонічних рухів (взаємодії) тектонічної мікроплити Тонга з Тихоокеанською плитою. Ґрунти досить родючі і мають вулканічне походження. У той час як середня висота південного боку Тонгатапу становить близько 35 м, північна частина дуже низинна. Найвища точка острова досягає 82 м.
На північ від острова, на відстані до 7 км, розташовані маленькі острівці і численні коралові рифи. Острів має дві затишні лагуни — Фангаута та Фангакакау, які розташовані в північній частині Тонгатапу. Їх середня глибина становить від 1 до 6 м.
Площа острова — 257,03 км². Він простягся з заходу на схід на 35 км, при максимальній ширині до 18 км. Довжина берегової лінії 135,6 км. Клімат вологий, тропічний.
Острів Тонгатапу покритий прибережними лісами, чагарниками вздовж скель; залишками низинних тропічних мангрових лісів; ділянками вторинного відростання лісу і луговими угіддями. Береги місцями вкриті рифами, бар'єрними рифами. Пляжі вкриті піщаними ґрунтами. Лагуни зарослі водоростями. Відсоток землі вкритої лісом становить 1%.
Основні види діяльності мешканців: натуральне сільське господарство, рибальство, туризм. Столиця країни Нукуалофа містить більшість державних установ, в тому числі: королівський палац, уряд, поштове відділення, телекомунікації, навчальні заклади, порт. На півдні острова розташований аеропорт.

## Населення
Зміна чисельності населення острова Тонгатапу за переписом станом на листопад місяць, з 1996 по 2011 роки:
| Роки                        | 1996    | 2006    | 2011    |
| --------------------------- | ------- | ------- | ------- |
| Чисельність населення, осіб | ▲66 586 | ▲71 661 | ▲75 071 |

Всього на острові 61 населений пункт, найбільші з них поселення (2011): Нукуалофа (24 229 осіб), Ваїні (3235 осіб), Пеа (2079 осіб), Ха'атеїхо (2561 особа), Тофоа (3526 осіб), Хавелулото (3465 осіб), Му'а (2077 осіб).

### Історія
Першими європейцями, котрі побували на Тонгатапу і вперше нанесли його на європейські карти, стали мореплавці експедиції, яка відбулася за замовленням Голландської Ост-Індійської компанії, на двох кораблях «Гемскерк» та «Зехайн» під командуванням Абеля Тасмана, який відкрив острів 20 січня 1643 року, назвавши сам острів Тонгатапу — Амстердам , на честь столиці Нідерландів, а сусідні острів Еуа — Міддельбург, на честь столиці голландської провінції Зеландія — міста Мідделбург.
Згодом 5 липня 1777 року на Тонгатапу висадився англійський мандрівник Джеймс Кук, він залишив на острові велику рогату худобу для розведення.
У 1789 році, в пошуках незаселених островів, Тонгатапу відвідала команда англійського бунтівного корабля «Баунті» під командою самозваного капітана — Флетчера Крістіана, які нарешті добралися до острова Піткерн і поселилися на ньому.

## Галерея

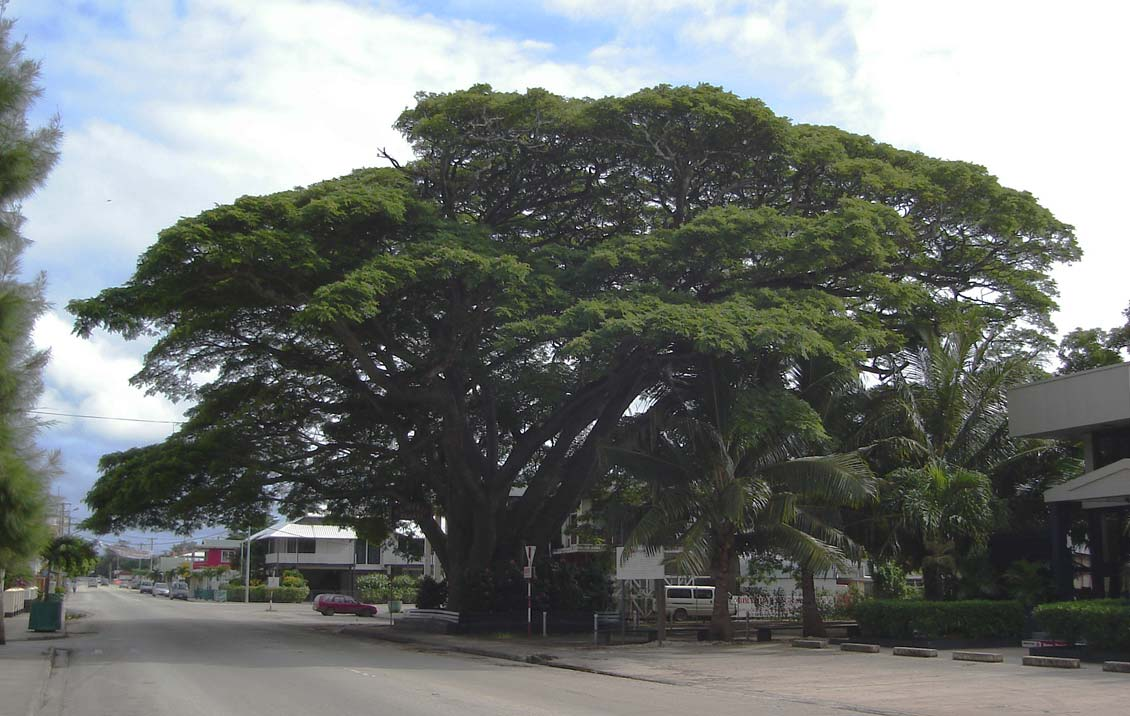
Дощове дерево
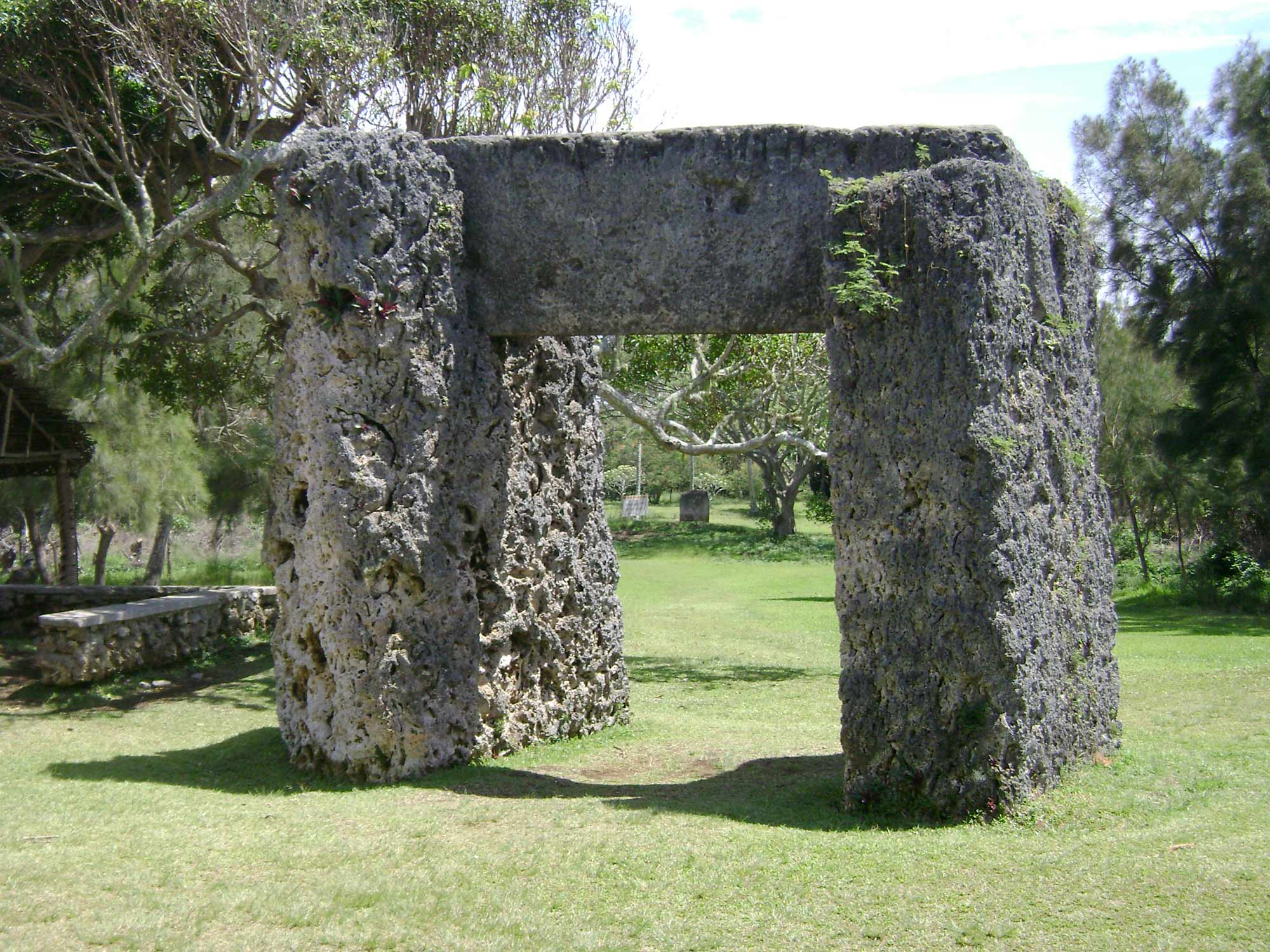
Ворота Тонга
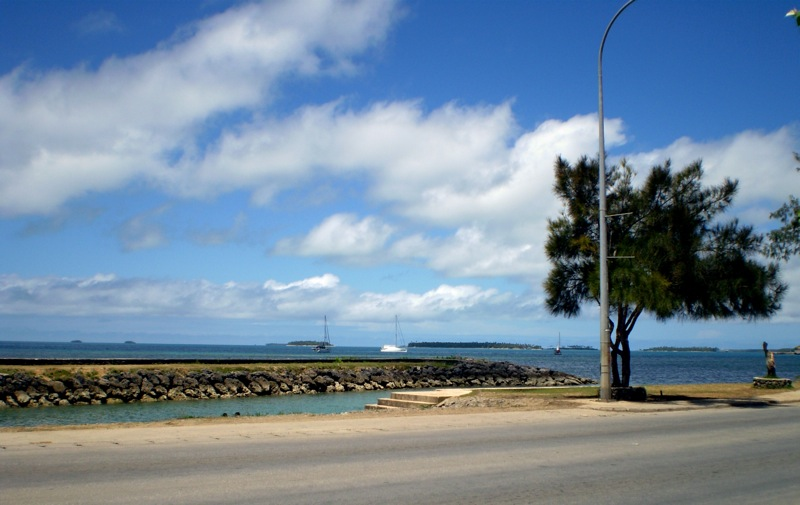
Пляж в Нукуалофа